# 昼夜伝
『昼夜伝』（ちゅうやでん）は、金子祥之監督(YOSHIKO)によるオリジナルアニメーション作品。制作資金調達の方法としてクラウドファンディングを活用する予定。約24分、全4話予定。

## 概要
2015年2月、公式Webサイトが公開され、作品およびプロジェクトの概要、プロモーション映像が公開された。
2015年10月15日、クラウドファンディングが開始された。
2015年10月末、お笑いコンビの「BANBANBAN」が応援隊長に就任。

## ストーリー
舞台は、「昼妖怪」と「夜妖怪」の戦いで、翌日の昼と夜の時間が決まる地球。全世界で20時間以上も夜が続く異常気象が発生する中、昼の時間を取り戻すべく、「妖怪チャンバラ」に参加する少年・少女の心の成長を描く。

## スタッフ
- 企画・原作・監督 - 金子祥之
- キャラクター原案 - 石川健介
- キャラクターデザイン - 上野翔太
- 妖怪キャラクターデザイン - 松原豊
- 昼夜装置デザイン - 富田勉
- 制作協力 - ワオワールド

## 登場人物・声の出演
- シュウ - 小林ゆう
- ユナ - 堀江由衣
- ケンタ - 藤村歩
- 土蜘蛛 - 福圓美里
- ぬらりひょん - 清川元夢
- 鞍馬天狗 - 檜山修之
- 山本五郎左衛門 - 若本規夫